# A Finnish Summer with Turisas
A Finnish Summer with Turisas è il primo DVD pubblicato dalla band folk metal finlandese Turisas, uscito il 3 novembre 2008.

## Tracce
1. As Torches Rise
2. To Holmgard and Beyond
3. A Portage to the Unknown
4. The Messenger
5. One More
6. In The Court of Jarisleif
7. Fields of Gold
8. The Dnieper Rapids
9. The Land of Hope and Glory
10. Miklagard Overture
11. Sahti-Waari
12. Rasputin
13. Battle Metal